# Памятник тагильчанам — Героям Советского Союза и кавалерам Ордена Славы
Памятник тагильчанам Героям Советского Союза и кавалерам Ордена Славы (Аллея Славы) установлен в Нижнем Тагиле на улице Победы в Тагилстроевском районе города, на Красном Камне.

## История
Впервые идея о создании мемориала героям Великой Отечественной войны была высказана в мае 2005 г., когда глава Нижнего Тагила Диденко Н. Н. издал соответствующее постановление.
Решение о закладке на улице Победы Аллеи Героев и памятника тагильчанам было принято в 2009 г. В связи с кризисом денег в городском бюджете на возведение памятника не хватило, и средства на памятник собирались городским Советом ветераном за счёт пожертвований тагильчан, в том числе собранных во время благотворительного телемарафона. Автором памятника выступили скульптор Александр Иванович Иванов и его помощники А. П. Барахвостов и П. А. Буньков. 
Работы были закончены в течение 2 месяцев. Памятник был открыт 7 мая 2010 года. Ежегодно около мемориала в День Победы проводится торжественный митинг.

## Описание
Памятник представляет собой гранитную стелу, на которую была установлена металлическая чаша, выполненная в виде факела в сосуде. На стенках чаши изображены танки и лавровые ветви победителей. Материалом для чаши послужил металл из сохранившейся со времён войны боевой техники. На лицевой части стелы установлены изображение медали Героя Советского Союза и мраморная доска, на которой золотом нанесены имена 27 Героев Советского Союза и 8 полных кавалеров Ордена Славы — тагильчан, которые отличились во время Великой Отечественной войны. Площадь вокруг памятника была облагорожена и выложена плиткой.